# Estadio Fadil Vokrri
El estadio Fadil Vokrri (en albanés: Stadiumi Fadil Vokrri; en serbio: Градски стадион Приштина) anteriormente llamado estadio de la Ciudad de Pristina (en albanés: Stadiumi i qytetit të Prishtinës) es un estadio de usos múltiples ubicado en la ciudad de Pristina en Kosovo. El estadio comenzó su construcción en 1951 y desde 1953 está al servicio del equipo local KF Prishtina que disputa la Superliga de Kosovo. El 9 de junio de 2018, el estadio pasó a llamarse estadio Fadil Vokrri, luego de la muerte ese mismo día de Fadil Vokrri, exfutbolista y entrenador, y último presidente de la Federación de Fútbol de Kosovo.
El estadio tiene capacidad para 16 200 personas y es uno de los dos estadios junto con el Estadio Olímpico Adem Jashari que han sido escogidos para partidos internacionales de la Selección de fútbol de Kosovo.
En diciembre de 2007 fue la primera vez después de la guerra de Kosovo de 1999 que el estadio se llenó con 25 000 personas, para un concierto del rapero estadounidense 50 Cent.